# Nhóm 8 Đại học (Úc)
Nhóm 8 Đại học (tiếng Anh: Group of Eight hoặc Go8) là một liên minh nghiên cứu chuyên sâu hàng đầu thế giới gồm 8 trường đại học Úc. Các trường đại học Go8 là một số trường đại học lớn nhất và lâu đời nhất ở Úc  và luôn được xếp hạng cao nhất trong tất cả các trường đại học Úc. Trong năm 2016, tất cả các trường Đại học Go8 đều được xếp hạng trong top 150 trên toàn thế giới, với sáu trường trong top 100. Các trường đại học Go8 có trong 100 vị trí hàng đầu cho mọi lĩnh vực trong bảng xếp hạng môn học của trường đại học thế giới QS. Tất cả các trường đại học Go8 đều nằm trong top 100 QS về văn học, khoa học sinh học, khoa học môi trường, kế toán và tài chính, nhân chủng học, luật và giáo dục.

## Thành viên
| Thành viên Nhóm 8 Đại học | Thành viên Nhóm 8 Đại học | Thành viên Nhóm 8 Đại học | Thành viên Nhóm 8 Đại học |
| Tên                       | Địa điểm                  | Thành lập                 | Trang chủ                 |
| ------------------------- | ------------------------- | ------------------------- | ------------------------- |
| Đại học Adelaide          | Adelaide, SA              | 1874                      | Website                   |
| Đại học Quốc gia Úc       | Canberra, ACT             | 1946                      | Website                   |
| Đại học Melbourne         | Melbourne, Vic            | 1853                      | Website                   |
| Đại học Monash            | Melbourne, Vic            | 1958                      | Website                   |
| Đại học New South Wales   | Sydney, NSW               | 1949                      | Website                   |
| Đại học Queensland        | Brisbane, QLD             | 1909                      | Website                   |
| Đại học Sydney            | Sydney, NSW               | 1850                      | Website                   |
| Đại học Tây Úc            | Perth, WA                 | 1911                      | Website                   |

## Xếp hạng
| Tên                     | Bảng xếp hạng các trường đại học trên toàn thế giới | Bảng xếp hạng các trường đại học trên toàn thế giới | Bảng xếp hạng các trường đại học trên toàn thế giới | Bảng xếp hạng các trường đại học trên toàn thế giới | Bảng xếp hạng các trường đại học trên toàn thế giới | Bảng xếp hạng các trường đại học trên toàn thế giới | Bảng xếp hạng các trường đại học trên toàn thế giới | Bảng xếp hạng các trường đại học trên toàn thế giới | Bảng xếp hạng các trường đại học trên toàn thế giới | Bảng xếp hạng các trường đại học trên toàn thế giới |
| Tên                     | QS World (2020)                                     | ARWU World (2019)                                   | THE World (2020)                                    | U.S. News (2020)                                    | CWTS Leiden (2019)                                  | Scimago (2019)                                      | Nature (2019)                                       | URAP (2019)                                         | NTU (2019)                                          | Thứ hạng trung bình                                 |
| ----------------------- | --------------------------------------------------- | --------------------------------------------------- | --------------------------------------------------- | --------------------------------------------------- | --------------------------------------------------- | --------------------------------------------------- | --------------------------------------------------- | --------------------------------------------------- | --------------------------------------------------- | --------------------------------------------------- |
| Đại học Quốc gia Úc     | 29=                                                 | 76                                                  | 50                                                  | 69=                                                 | 125                                                 | 169                                                 | 122                                                 | 134                                                 | 154                                                 | 103                                                 |
| Đại học Monash          | 58=                                                 | 73                                                  | 75=                                                 | 59=                                                 | 72                                                  | 47                                                  | 87                                                  | 39                                                  | 53                                                  | 63                                                  |
| Đại học Adelaide        | 106                                                 | 122                                                 | 120=                                                | 80                                                  | 109                                                 | 166                                                 | 328                                                 | 144                                                 | 132                                                 | 145                                                 |
| Đại học Melbourne       | 38                                                  | 41                                                  | 32=                                                 | 26                                                  | 34                                                  | 31                                                  | 113                                                 | 23                                                  | 25=                                                 | 40                                                  |
| Đại học New South Wales | 43                                                  | 94                                                  | 71                                                  | 64=                                                 | 43                                                  | 66                                                  | 89                                                  | 44                                                  | 58                                                  | 64                                                  |
| Đại học Queensland      | 47                                                  | 54                                                  | 66                                                  | 42                                                  | 32                                                  | 41                                                  | 69                                                  | 35                                                  | 40                                                  | 47                                                  |
| Đại học Sydney          | 42                                                  | 80                                                  | 60                                                  | 27                                                  | 37                                                  | 33                                                  | 176                                                 | 24                                                  | 29=                                                 | 56                                                  |
| Đại học Tây Úc          | 86                                                  | 99                                                  | 131                                                 | 86                                                  | 151                                                 | 149                                                 | 292                                                 | 110                                                 | 116                                                 | 136                                                 |

Dấu bằng (=) biểu thị thứ hạng không đổi.

## Nghiên cứu
Go8 nhận được 73% tài trợ của Quỹ cạnh tranh Úc (Loại 1) và có tỷ lệ lớn nhất trong các lĩnh vực nghiên cứu được xếp hạng 4 hoặc 5 ('trên' hoặc 'cao hơn tiêu chuẩn thế giới') trong Giải thưởng xuất sắc nhất cho nghiên cứu Úc (ERA).
99% nghiên cứu của Go8 là đẳng cấp thế giới trở lên.
Mỗi năm, Go8 dành khoảng 6 tỷ đô la cho nghiên cứu - hơn 2 tỷ đô la trong số đó được dành cho nghiên cứu Dịch vụ Y tế và Sức khỏe.

## Tác động kinh tế
Go8 đóng góp đáng kể cho nền kinh tế Úc. Một báo cáo năm 2018 của Kinh tế Luân Đôn cho thấy Go8 có tác động kinh tế hàng năm đối với nền kinh tế Úc khoảng 66,4 tỷ đô la mỗi năm.
Nghiên cứu của Go8 đóng góp 24,5 tỷ đô la mỗi năm. Mỗi 1 đô la thu nhập nghiên cứu của Go8 mang lại gần 10 đô la lợi ích cho cộng đồng.
Go8 hỗ trợ trực tiếp hơn 50.000 việc làm.
Thị trường sinh viên quốc tế Go8 đóng góp 17,98 tỷ USD mỗi năm cho nền kinh tế Úc.
Sinh viên quốc tế Go8 hỗ trợ khoảng 73.030 việc làm trong toàn bộ nền kinh tế Úc.

## Kết nối quốc tế
Go8 có nhiều liên minh và thỏa thuận quốc tế với các trường đại học và tổ chức nghiên cứu ở Brazil, Trung Quốc (với C9), Chile, Pháp và Đức. Go8 hợp tác chặt chẽ với các nhóm trường đại học ở Anh, Canada, Mỹ và Nhật Bản và là thành viên của GRIUN.

## Sinh viên
Go8 tự hào về cam kết xuất sắc của mình: chấp nhận sinh viên chất lượng từ tất cả các nền tảng trở thành sinh viên tốt nghiệp chất lượng; các nhà lãnh đạo của ngày mai, tại Úc và quốc tế.
Go8 đào tạo 380.000 sinh viên - hơn 1/4 số sinh viên của tất cả sinh viên học ở Úc. 96.000 sinh viên tốt nghiệp mỗi năm.
Nhóm sinh viên của trường bao gồm 100.000 sinh viên quốc tế đến từ khoảng 200 quốc gia, với 1/3 sinh viên quốc tế của Úc chọn học tại một trường đại học Go8.
Các trường đại học Go8 đào tạo hơn một nửa số bác sĩ, nha sĩ và bác sĩ thú y của Úc và cung cấp khoảng 55% sinh viên tốt nghiệp khoa học của Úc và hơn 40% sinh viên tốt nghiệp kỹ thuật của Úc.
Hơn 1/3 sinh viên Go8 (trên tất cả các cấp học) là người đầu tiên trong gia đình theo học đại học. Một phần năm sinh viên đại học bắt đầu là từ một SES thấp, khu vực hoặc địa điểm từ xa. (Hơn 30.000 sinh viên Úc từ một nghiên cứu địa điểm và khu vực từ xa tại một trường đại học Go8).
Tỷ lệ hoàn thành bằng cử nhân của Go8 cao hơn các trường đại học khác với tất cả các thành viên Go8 được liệt kê trong top 11 để hoàn thành).

## Giáo dục sau đại học
Go8 dẫn đầu về giáo dục sau đại học, tuyển sinh hơn một phần ba tổng số sinh viên sau đại học và gần một nửa số sinh viên có bằng cấp cao hơn bằng nghiên cứu.
Các trường đại học Go8 trao một nửa số tiến sĩ tại Úc.